# Pallottolino e lo spettro
Pallottolino e lo spettro (Bout-de-Zan et le fantôme) è un cortometraggio muto del 1915 diretto da Louis Feuillade.

## Produzione
Il film fu prodotto dalla Société des Etablissements L. Gaumont.

## Distribuzione
Distribuito dalla Société des Etablissements L. Gaumont, uscì nelle sale cinematografiche francesi nel 1915.